# نیویورک دالز
نیویورک دالز، نام یک گروه موسیقی راک آمریکایی شکل‌گرفته در شهر نیویورک در سال ۱۹۷۱ میلادی است. در سال ۲۰۰۴، گروه مجدداً با سه تن از اعضای سابق‌شان تشکیل شد، که دو نفر از آنان، دیوید جوننسن و سیلوین سیلوین، تا به امروز ادامه داده‌اند و آلبومی جدید را در سال ۲۰۰۶ منتشر کردند. نوازندهٔ اصلی گیتار، آرتور کین اندکی پس از اولین تور بعد از شکل‌گیری دوباره، مرد.
نیویورک دالز، بیشتر آنچه را که قرار بود در دوران پانک راک و حتی بعداً پیش‌آید، در کارهای خود نشان دادند؛ سبک بصری دالز چهرهٔ بسیاری گروه‌های موج نو و گلم متال را تحت تأثیر قرار داد، و شیوهٔ اجرایی آنان، نواخت و فضای بسیاری از گروه‌های راک اند رول آینده را مشخص کرد.